# Dentobunus feuerborni
Dentobunus feuerborni is een hooiwagen uit de familie Sclerosomatidae.